# Programme Chandrayaan
Le programme Chandrayaan-Pratham (qui peut être traduit par « Premier voyage pour la Lune » ou « Lancement lunaire 1 »), né officiellement le 15 août 2003, est un projet indien visant à l'exploration de la Lune.
Il s'agit du premier programme d'envergure de l'Indian Space Research Organisation (ISRO), qui préfigure une implication plus forte de l'Inde dans le domaine spatial pour les décennies à venir. À ce titre, des projets d'exploration de la Lune par des robots sont évoqués ainsi que l'exploration satellitaire d'autres planètes du système solaire.
De nombreux rapprochements peuvent être faits avec le programme Chang'e de la Chine, présage possible d'une compétition entre ces deux puissances pour la conquête de la Lune, à l'image de ce qui s'était passé entre les Américains et les Soviétiques dans les années 1960. 

## Chandrayaan-1

Chandrayaan-1

Cette première mission avait pour but de placer un satellite en orbite à 100 kilomètres environ autour de la Lune. Lancé le 22 octobre 2008, le satellite a cartographié avec une extrême précision la surface de la Lune (surface visible, cartographie infra-rouge, rayons X).
Ce programme a suscité un intérêt de la part de la communauté internationale scientifique et certains des instruments scientifiques du bord provenaient de l'ESA, de la NASA et de Bulgarie.
La mission est abandonnée le 30 août 2009 à la suite de dysfonctionnements, mais après avoir satisfait à la plupart de ses objectifs.

## Chandrayaan-2
Lancée le 22 juillet 2019, la mission comprend un orbiteur qui doit se placer à environ 100 kilomètres autour de la Lune pour une mission d'une durée d'un an et un atterrisseur qui doit déployer un petit astromobile d'une vingtaine de kilogrammes près du pôle sud. Le 20 août suivant, l'orbiteur commence ses révolutions autour de la Lune mais l'atterrisseur échoue à se poser à la surface lunaire le 6 septembre.

## Chandrayaan-3
À la suite de l'échec de l'atterrisseur de la mission précédente, l'ISRO annonce en janvier 2020 la préparation d'une mission similaire prévue initialement pour 2021. La sonde, comprenant un atterrisseur et un petit astromobile, Pragyan, est finalement lancée le 14 juillet 2023. Elle se pose le 23 août suivant à la surface de la Lune, non loin du pôle Sud. L'Inde devient ainsi le quatrième pays à avoir réussi à poser un engin sur le satellite naturel de la Terre.

## Projets
D'autres missions lunaires sont prévues dans les plans de l'ISRO, mais non programmées à ce jour.